# Mordellistena aureopubens
Mordellistena aureopubens es una especie de coleóptero de la familia Mordellidae.

## Distribución geográfica
Habita en África.